# Чемпіонат світу з футболу 2014 (група A)
До групи A чемпіонату світу з футболу 2014 увійшли збірні Бразилії, Хорватії, Мексики та Камеруну. Матчі у групі проходили з 12 до 23 червня 2014 року.
За результатами групового турніру до раунду плей-оф вийшли збірні Бразилії (1 місце) та Мексики (2 місце), які виграли по два матчі та звели внічию очну гру.

## Таблиця
| Команда  | І | В | Н | П | ЗМ | ПМ | РМ | О |
| -------- | - | - | - | - | -- | -- | -- | - |
| Бразилія | 3 | 2 | 1 | 0 | 7  | 2  | +5 | 7 |
| Мексика  | 3 | 2 | 1 | 0 | 4  | 1  | +3 | 7 |
| Хорватія | 3 | 1 | 0 | 2 | 6  | 6  | 0  | 3 |
| Камерун  | 3 | 0 | 0 | 3 | 1  | 9  | −8 | 0 |

## Матчі

### Бразилія — Хорватія

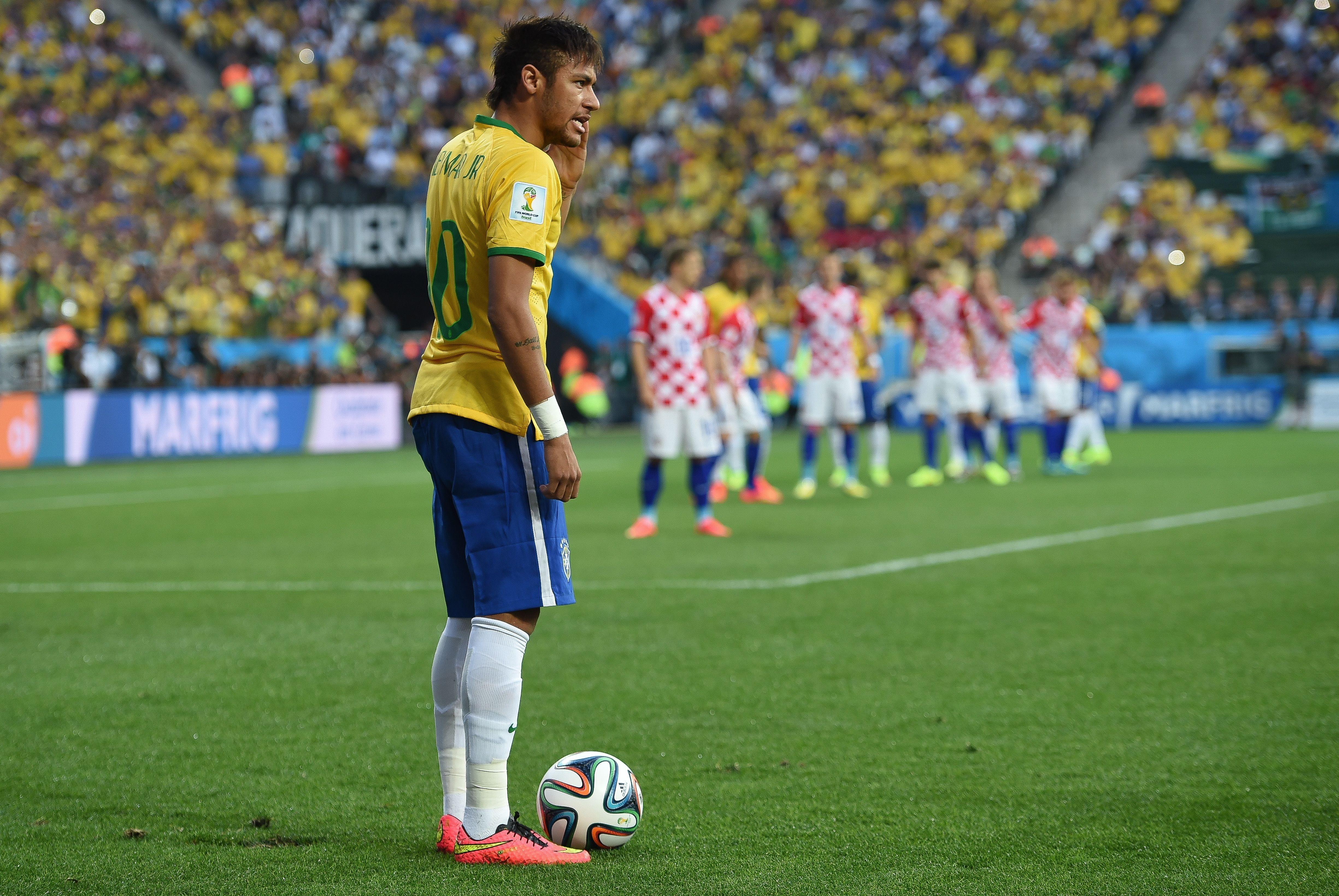
Неймар готується пробити штрафний удар.

Матч-відкриття фінальної частини чемпіонату світу 2014.
Гра стала третім в історії протистоянням двох національних збірних, включаючи матч групового етапу чемпіонату світу 2006 року, в якому з рахунком 1:0 перемогли бразильці. Нападник збірної Хорватії Маріо Манджукич пропускав гру через дискваліфікацію, отримавши червону картку у стиковому матчі відбіркового турніру проти збірної Ісландії .
Рахунок зустрічі було відкрито на 11-й хвилині матчу, коли захисник господарів турніру Марсело зрізав м'яч у власні ворота після флангового прострілу у виконанні Івиці Олича. Ударом з 23 метрів рахунок на 29-й хвилині зрівняв нападник бразильців Неймар, який декількома хвилинами раніше міг бути вилученим за удар ліктем Луки Модрича, проте арбітр гри обмежився в тому епізоді попередженням. Нічийний рахунок зберігався до 71-ї хвилини, на якій все той же арбітр, японець Юїті Нусімура, призначив пенальті у ворота збірної Хорватії за неочевидне порушення правил з боку Деяна Ловрена. Стандартний удар реалізував Неймар. Остаточний рахунок зустрічі встановив нападник бразильців Оскар, точним ударом вразивши ворота хорватів у доданий час гри.
Уперше в історії чемпіонатів світу першим голом, забитим на турнірі, став автогол.
| 12 червня 2014 17:00 (UTC−3) |

| Бразилія                         | 3 – 1           | Хорватія         |
| -------------------------------- | --------------- | ---------------- |
| Неймар 29', 71' (пен.) Оскар 90' | Протокол(англ.) | Марсело 11' (аг) |

| «Арена Корінтіанс», Сан-Паулу Глядачів: 61 606 Арбітр: Юїті Нусімура (Японія) |

| Бразилія | Хорватія |

| ВР                  | 12 | Жуліу Сезар    |     |     |
| ЗХ                  | 2  | Даніель Алвеш  |     |     |
| ЗХ                  | 3  | Тіаго Сілва () |     |     |
| ЗХ                  | 4  | Давід Луїз     |     |     |
| ЗХ                  | 6  | Марсело        |     |     |
| ПЗ                  | 8  | Паулінью       |     | 63' |
| ПЗ                  | 17 | Луїс Густаву   | 88' |     |
| ПЗ                  | 7  | Халк           |     | 68' |
| ПЗ                  | 11 | Оскар          |     |     |
| ПЗ                  | 10 | Неймар         | 27' | 88' |
| НП                  | 9  | Фред           |     |     |
| Заміни:             |    |                |     |     |
| ПЗ                  | 18 | Ернанес        |     | 63' |
| ПЗ                  | 20 | Бернард        |     | 68' |
| ПЗ                  | 16 | Рамірес        |     | 88' |
| Головний тренер:    |    |                |     |     |
| Луїс Феліпе Сколарі |    |                |     |     |

| ВР               | 1  | Стипе Плетикоса  |     |     |
| ЗХ               | 11 | Дарійо Срна ()   |     |     |
| ЗХ               | 5  | Ведран Чорлука   | 65' |     |
| ЗХ               | 6  | Деян Ловрен      | 69' |     |
| ЗХ               | 2  | Шиме Врсалько    |     |     |
| ПЗ               | 10 | Лука Модрич      |     |     |
| ПЗ               | 7  | Іван Ракитич     |     |     |
| ПЗ               | 4  | Іван Перишич     |     |     |
| ПЗ               | 20 | Матео Ковачич    |     | 61' |
| ПЗ               | 18 | Івиця Олич       |     |     |
| НП               | 9  | Никица Єлавич    |     | 78' |
| Заміни:          |    |                  |     |     |
| ПЗ               | 14 | Марцело Брозович |     | 61' |
| НП               | 16 | Анте Ребич       |     | 78' |
| Головний тренер: |    |                  |     |     |
| Ніко Ковач       |    |                  |     |     |

| Гравець матчу: Неймар (Бразилія) |

### Мексика — Камерун
Матч став лише другою зустріччю двох збірних, які до того грали між собою лише у товариській грі в 1993 році.
У першому таймі гри два голи забив мексиканський нападник Джовані дос Сантос, проте в обох випадках було зафіксовано положення «поза грою», тож голи не було зараховано. У другому таймі удар все того ж дос Сантоса було відбито воротарем камерунців Шарлєм Ітанджем, проте на підборі був першим Орібе Перальта, який добив м'яч у ворота, встановивши, як виявилося пізніше, остаточний рахунок матчу.
Збірну Мексики у статусі капітана команди вивів на поле Рафаель Маркес, ставши таким чином першим гравцем в історії чемпіонатів світу, що був капітаном своєї команди на чотирьох розіграшах цього турніру.
| 13 червня 2014 13:00 (UTC−3) |

| Мексика      | 1 – 0           | Камерун |
| ------------ | --------------- | ------- |
| Перальта 61' | Протокол(англ.) |         |

| «Арена дас Дунас», Натал Глядачів: 38 958 Арбітр: Вілмар Ролдан (Колумбія) |

| Мексика | Камерун |

| ВР               | 13 | Гільєрмо Очоа      |     |       |
| ЗХ               | 2  | Франсіско Родрігес |     |       |
| ЗХ               | 4  | Рафаель Маркес     |     |       |
| ЗХ               | 15 | Ектор Морено       | 57' |       |
| ЗХ               | 22 | Пауль Агілар       |     |       |
| ЗХ               | 7  | Мігель Лаюн        |     |       |
| ПЗ               | 23 | Хосе Хуан Васкес   |     |       |
| ПЗ               | 6  | Ектор Еррера       |     | 90+1' |
| ПЗ               | 18 | Андрес Гвардадо    |     | 69'   |
| НП               | 10 | Джовані дос Сантос |     |       |
| НП               | 19 | Орібе Перальта     |     | 74'   |
| Заміни:          |    |                    |     |       |
| ПЗ               | 8  | Марко Фабіан       |     | 69'   |
| НП               | 14 | Чичаріто           |     | 74'   |
| ЗХ               | 3  | Карлос Сальсідо    |     | 90+1' |
| Головний тренер: |    |                    |     |       |
| Мігель Еррера    |    |                    |     |       |

| ВР               | 16 | Шарль Ітандж            |     |     |
| ЗХ               | 4  | Седрік Джогуе           |     | 46' |
| ЗХ               | 3  | Ніколя Н'Кулу           |     |     |
| ЗХ               | 14 | Орельєн Шеджу           |     |     |
| ЗХ               | 2  | Бенуа Ассу-Екотто       |     |     |
| ПЗ               | 6  | Алекс Сонг              |     | 79' |
| ПЗ               | 17 | Стефан Мбіа             |     |     |
| ПЗ               | 18 | Ейонг Ено               |     |     |
| ПЗ               | 8  | Бенджамін Муканджо      |     |     |
| ПЗ               | 13 | Ерік Максім Шупо-Мотінг |     |     |
| НП               | 9  | Самюель Ето'о           |     |     |
| Заміни:          |    |                         |     |     |
| ЗХ               | 5  | Дані Нунко              | 77' | 46' |
| НП               | 15 | П'єр Вебо               |     | 79' |
|                  |    |                         |     |     |
| Головний тренер: |    |                         |     |     |
| Фолькер Фінке    |    |                         |     |     |

| Гравець матчу: Джовані дос Сантос (Мексика) |

### Бразилія — Мексика
Збірні зустрічалися раніше 38 разів, включаючи три матчі групових турнірів чемпіонатів світу, в яких незмінно вигравали бразильці (у (1950: 4–0; 1954: 5–0; та 1962: 2–0). Останнє ж очне протистояння двох команди відбувалося в рамках групового етапу розіграшу Кубка конфедерацій 2013 року, коли перемогу завдяки голам Неймара та Жо також здобули бразильці.
| 17 червня 2014 16:00 (UTC−3) |

| Бразилія | 0 – 0           | Мексика |
| -------- | --------------- | ------- |
|          | Протокол(англ.) |         |

| «Кастелан», Форталеза Глядачів: 60 342 Арбітр: Джюнейт Чакир (Туреччина) |

| Бразилія | Мексика |

| ВР                  | 12 | Жуліу Сезар   |     |     |
| ЗХ                  | 2  | Даніель Алвеш |     |     |
| ЗХ                  | 3  | Тіаґо Сілва   | 79' |     |
| ЗХ                  | 4  | Давід Луїз    |     |     |
| ЗХ                  | 6  | Марсело       |     |     |
| ПЗ                  | 8  | Паулінью      |     |     |
| ПЗ                  | 17 | Луїс Густаву  |     |     |
| ПЗ                  | 11 | Оскар         |     | 84' |
| ПЗ                  | 16 | Рамірес       | 45' | 46' |
| ПЗ                  | 10 | Неймар        |     |     |
| НП                  | 9  | Фред          |     | 68' |
| Заміни:             |    |               |     |     |
| ПЗ                  | 20 | Бернард       |     | 46' |
| НП                  | 21 | Жо            |     | 68' |
| ПЗ                  | 19 | Вілліан       |     | 84' |
| Головний тренер:    |    |               |     |     |
| Луїс Феліпе Сколарі |    |               |     |     |

| ВР               | 13 | Гільєрмо Очоа      |     |     |
| ЗХ               | 2  | Франсіско Родрігес |     |     |
| ЗХ               | 4  | Рафаель Маркес     |     |     |
| ЗХ               | 15 | Ектор Морено       |     |     |
| ЗХ               | 22 | Пауль Агілар       | 59' |     |
| ЗХ               | 7  | Мігель Лаюн        |     |     |
| ПЗ               | 23 | Хосе Хуан Васкес   | 62' |     |
| ПЗ               | 6  | Ектор Еррера       |     | 76' |
| ПЗ               | 18 | Андрес Гвардадо    |     |     |
| НП               | 10 | Джовані дос Сантос |     | 84' |
| НП               | 19 | Орібе Перальта     |     | 74' |
| Заміни:          |    |                    |     |     |
| НП               | 14 | Чичаріто           |     | 74' |
| ПЗ               | 8  | Марко Фабіан       |     | 76' |
| НП               | 9  | Рауль Хіменес      |     | 84' |
| Головний тренер: |    |                    |     |     |
| Мігель Еррера    |    |                    |     |     |

| Гравець матчу: Гільєрмо Очоа (Мексика) |

### Камерун — Хорватія
Матч став першою в історії зустріччю двох збірних на футбольному полі.
Поразка від збірної Хорватії стала для збірної Камеруну шостим поспіль програшем в матчах фінальних частин чемпіонатів світу, що стало антирекордом для представників Африки на чемпіонатах світу. Оскільки збірна Камеруну не набрала жодного очка після двох ігор групового етапу, то вже після гри із Хорватією втратила шанси на вихід до раунду плей-оф світової першості 2014.
| 18 червня 2014 18:00 (UTC−4) |

| Камерун | 0 – 4           | Хорватія                                |
| ------- | --------------- | --------------------------------------- |
|         | Протокол(англ.) | Олич 11' Перишич 48' Манджукич 61', 73' |

| «Арена Амазонія», Манаус Глядачів: 39 982 Арбітр: Педро Проенса (Португалія) |

| Камерун | Хорватія |

| ВР               | 16              | Шарль Ітандж            |     |     |
| ЗХ               | 17              | Стефан Мбіа             |     |     |
| ЗХ               | 14              | Орельєн Шеджу           |     | 46' |
| ЗХ               | 3               | Ніколя Н'Кулу           |     |     |
| ЗХ               | 2               | Бенуа Ассу-Екотто       |     |     |
| ПЗ               | 21              | Жоель Матіп             |     |     |
| ПЗ               | 6               | Алекс Сонг              | 40' |     |
| ПЗ               | 18              | Ейонг Ено               |     |     |
| ПЗ               | 13              | Ерік Максім Шупо-Мотінг |     | 75' |
| ПЗ               | 8               | Бенджамін Муканджо      |     |     |
| НП               | 10              | Венсан Абубакар         |     | 70' |
| Заміни:          |                 |                         |     |     |
| ЗХ               | 5               | Дані Нунко              |     | 46' |
| НП               | 15              | П'єр Вебо               |     | 70' |
| ПЗ               | 20Едгар Саллі]] |                         | 75' |     |
| Головний тренер: |                 |                         |     |     |
| Фолькер Фінке    |                 |                         |     |     |

| ВР               | 1  | Стипе Плетикоса  |     |     |
| ЗХ               | 11 | Дарійо Срна      |     |     |
| ЗХ               | 5  | Ведран Чорлука   |     |     |
| ЗХ               | 6  | Деян Ловрен      |     |     |
| ЗХ               | 3  | Данієль Праньїч  |     |     |
| ПЗ               | 10 | Лука Модрич      |     |     |
| ПЗ               | 7  | Іван Ракитич     |     |     |
| ПЗ               | 4  | Іван Перишич     |     | 78' |
| ПЗ               | 19 | Саммір           |     | 72' |
| ПЗ               | 18 | Івиця Олич       |     | 69' |
| НП               | 17 | Маріо Манджукич  |     |     |
| Заміни:          |    |                  |     |     |
| НП               | 22 | Едуардо да Сілва | 89' | 69' |
| ПЗ               | 20 | Матео Ковачич    |     | 72' |
| НП               | 16 | Анте Ребич       |     | 78' |
| Головний тренер: |    |                  |     |     |
| Ніко Ковач       |    |                  |     |     |

| Гравець матчу: Маріо Манджукич (Хорватія) |

### Камерун — Бразилія
До цієї гри збірні Камеруну та Бразилії зустрічалися чотири рази, востаннє в рамках групового етапу Кубка конфедерацій 2003, на якому гол Самюеля Ето'о приніс перемогу з мінімальним рахунком камерунцям. 
Півзахисник збірної Камеруну Алекс Сонг втратив можливість взяти участь у матчі через дискваліфікацію, отримавши червону картку у попередній грі зі збірною Хорватії (перший з трьох матчів дискваліфікації).
| 23 червня 2014 17:00 |

| Камерун   | 1 – 4           | Бразилія                                 |
| --------- | --------------- | ---------------------------------------- |
| Матіп 26' | Протокол(англ.) | Неймар 17', 35' Фред 49' Фернандінью 84' |

| Національний стадіон, Бразиліа Глядачів: 69 112 Арбітр: Йонас Ерікссон (Швеція) |

| Камерун | Бразилія |

|                  |    |                         |     |     |
|                  |    |                         |     |     |
| ВР               | 16 | Шарль Ітандж            |     |     |
| ЗХ               | 22 | Аллан Ньом              |     |     |
| ЗХ               | 3  | Ніколя Н'Кулу           |     |     |
| ЗХ               | 21 | Жоель Матіп             |     |     |
| ЗХ               | 12 | Анрі Бедімо             |     |     |
| ПЗ               | 7  | Ландрі Н'Гемо           |     |     |
| ПЗ               | 17 | Стефан Мбіа             | 80' |     |
| ПЗ               | 18 | Ейонг Ено               | 11' |     |
| ПЗ               | 13 | Ерік Максім Шупо-Мотінг |     | 81' |
| ПЗ               | 8  | Бенджамін Муканджо      |     | 58' |
| НП               | 10 | Венсан Абубакар         |     | 72' |
| Заміни:          |    |                         |     |     |
| ПЗ               | 20 | Едгар Саллі             | 76' | 58' |
| НП               | 15 | П'єр Вебо               |     | 72' |
| ПЗ               | 11 | Жан Макун               |     | 81' |
| Головний тренер: |    |                         |     |     |
| Фолькер Фінке    |    |                         |     |     |

|                     |    |               |  |     |
|                     |    |               |  |     |
| ВР                  | 12 | Жуліу Сезар   |  |     |
| ЗХ                  | 2  | Даніель Алвеш |  |     |
| ЗХ                  | 3  | Тіаґо Сілва   |  |     |
| ЗХ                  | 4  | Давід Луїз    |  |     |
| ЗХ                  | 6  | Марсело       |  |     |
| ПЗ                  | 17 | Луїс Густаву  |  |     |
| ПЗ                  | 8  | Паулінью      |  | 46' |
| ПЗ                  | 11 | Оскар         |  |     |
| ПЗ                  | 7  | Халк          |  | 63' |
| ПЗ                  | 10 | Неймар        |  | 71' |
| НП                  | 9  | Фред          |  |     |
| Заміни:             |    |               |  |     |
| ПЗ                  | 5  | Фернандінью   |  | 46' |
| ПЗ                  | 16 | Рамірес       |  | 63' |
| ПЗ                  | 19 | Вілліан       |  | 71' |
| Головний тренер:    |    |               |  |     |
| Луїс Феліпе Сколарі |    |               |  |     |

| Гравець матчу: Неймар (Бразилія) |

### Хорватія — Мексика
Четверта гра в історії протистояння збірних Хорватії та Мексики, яка зокрема включає матч групового етапу чемпіонату світу 2002, виграний збірною Мексики з рахунком 1:0
| 23 червня 2014 17:00 |

| Хорватія    | 1 – 3           | Мексика                              |
| ----------- | --------------- | ------------------------------------ |
| Перишич 87' | Протокол(англ.) | Маркес 72' Гвардадо 75' Чичаріто 82' |

| Арена Пернамбуку, Ресіфі Глядачів: 41 212 Арбітр: Равшан Ірматов (Узбекистан) |

| Хорватія | Мексика |

|                  |    |                 |     |     |
|                  |    |                 |     |     |
| ВР               | 1  | Стипе Плетикоса |     |     |
| ЗХ               | 11 | Дарійо Срна     |     |     |
| ЗХ               | 5  | Ведран Чорлука  |     |     |
| ЗХ               | 6  | Деян Ловрен     |     |     |
| ЗХ               | 2  | Шиме Врсалько   |     | 58' |
| ПЗ               | 7  | Іван Ракитич    | 9'  |     |
| ПЗ               | 3  | Данієль Праньїч |     | 74' |
| ПЗ               | 4  | Іван Перишич    |     |     |
| ПЗ               | 10 | Лука Модрич     |     |     |
| ПЗ               | 18 | Івиця Олич      |     | 69' |
| НП               | 17 | Маріо Манджукич |     |     |
| Заміни:          |    |                 |     |     |
| ПЗ               | 20 | Матео Ковачич   |     | 58' |
| НП               | 16 | Анте Ребич      | 89' | 69' |
| НП               | 9  | Никица Єлавич   |     | 74' |
| Головний тренер: |    |                 |     |     |
| Ніко Ковач       |    |                 |     |     |

|                  |    |                    |     |     |
|                  |    |                    |     |     |
| ВР               | 13 | Гільєрмо Очоа      |     |     |
| ЗХ               | 2  | Франсіско Родрігес |     |     |
| ЗХ               | 4  | Рафаель Маркес     | 39' |     |
| ЗХ               | 15 | Ектор Морено       |     |     |
| ЗХ               | 22 | Пауль Агілар       |     |     |
| ЗХ               | 7  | Мігель Лаюн        |     |     |
| ПЗ               | 23 | Хосе Хуан Васкес   | 66' |     |
| ПЗ               | 6  | Ектор Еррера       |     |     |
| ПЗ               | 18 | Андрес Гвардадо    |     | 84' |
| НП               | 10 | Джовані дос Сантос |     | 62' |
| НП               | 19 | Орібе Перальта     |     | 79' |
| Заміни:          |    |                    |     |     |
| НП               | 14 | Чичаріто           |     | 62' |
| ПЗ               | 21 | Карлос Пенья       |     | 79' |
| ПЗ               | 8  | Марко Фабіан       |     | 84' |
| Головний тренер: |    |                    |     |     |
| Мігель Еррера    |    |                    |     |     |

| Гравець матчу: Рафаель Маркес (Mexico) |